# 베누에콩고어군
베누에콩고어군(영어: Benue–Congo languages)은 사하라 이남 아프리카 전역에 분포하는 볼타콩고어군의 주요 하위 분파이다.

## 분류
- 반토이드크로스어군
  - 크로스강어군
  - 맘빌라어군
  - 팜어군?
  - 다카어군?
  - 티카르어?
  - 남반토이드어군
- 중앙나이지리아어군 혹은 플래토이드어군
  - 주쿠노이드어군
  - 카인지어군
  - 고원어군

## 같이 보기
- 반토이드어군